# Fennis Dembo
Fennis Marx Dembo (Mobile, Alabama, 24 de enero de 1966) es un jugador estadounidense campeón del título NBA en 1989 con los Detroit Pistons. Jugando en la posición de ala-pívot, él jugó en la NBA sólo durante una temporada, promediando 1.2 puntos en 31 partidos. Fue seleccionado por los Pistons en la segunda ronda del draft de la NBA de 1988, en la posición 5ª (en total la 30ª). En el año 2018 fue incluido en el San Antonio ISD Athletic Hall of Fame.

## Trayectoria deportiva

### Universidad
Asistió al instituto en San Antonio, Texas. Es más conocido por su éxito en el baloncesto cuando asistía a la Universidad de Wyoming en el periodo de 1985-1988. Mientras estuvo en Wyoming, Dembo fue tres veces elegido en el mejor quinteto de la Western Athletic Conference y fue nombrado jugador WAC del año en 1987. Tiene el récord de anotación de la Universidad de Wyoming con 2.311 puntos.
Su buen tiro y su capacidad atlética le ayudaron a liderar a Wyoming al NIT de 1986. Además lideró a los Cowboys a los "Sweet 16" del campeonato de la División I de Baloncesto Masculino de la NCAA de 1987, anotando 27.8 puntos por partido. En la segunda ronda del torneo, el duodécimo clasificado, Cowboys, jugó ante el 4º clasificado UCLA Bruins, en el que figuraba la futura estrella de la NBA, Reggie Miller. Wyoming consiguió ganar 78-68. Dembo se convirtió en la estrella del partido; anotó 41 puntos, haciendo 7 de 10 en triples, y con un porcentaje perfecto desde la línea de libres, 16-16. Wyoming perdería su siguiente partido ante, pero Dembo pasaría a ser un incono en el aspecto deportivo en Wyoming después de su gran rendimiento ante UCLA.
Wyoming conseguiría clasificarse el siguiente año, pero perdieron en primera ronda. Dembo apareció en la portada de Sports Illustrated en la edición previa de la NCAA de 1987-1988. Él fue el primer atleta de Wyoming que apareció en la portada de Sports Illustrated.

### Profesional
Fue elegido en la trigésima posición del Draft de la NBA de 1988 por Detroit Pistons, con lo que apenas disputó 31 partidos, promediando 1,2 puntos por noche.

### Selección nacional
Dembo fue parte de la selección de baloncesto de Estados Unidos que obtuvo la medalla de plata en los Juegos Panamericanos de 1987.

## Estadísticas de su carrera en la NBA

### Temporada regular
| Año     | Equipo  | PJ | PT | MPP | %TC  | %3P  | %TL  | RPP | APP | ROB | TPP | PPP |
| ------- | ------- | -- | -- | --- | ---- | ---- | ---- | --- | --- | --- | --- | --- |
| 1988-89 | Detroit | 31 | 0  | 2.4 | .333 | .000 | .800 | .7  | .2  | .0  | .0  | 1.2 |
| Total   | Total   | 31 | 0  | 2.4 | .333 | .000 | .800 | .7  | .2  | .0  | .0  | 1.2 |